# Martín López de Azlor
Martín López de Azlor (Aragó, ss. XIII–ca. 1313) va ser un religiós aragonès, bisbe d'Osca-Jaca (1300-1313).
Membre de la casa ducal de Villahermosa, va orientar-se vers una carrera eclesiàstica. Va ser canonge i prepòsit de la catedral d'Osca. Va ser designat bisbe d'Osca-Jaca el 24 de juliol del 1300, consagrat pel bisbe de Saragossa, Jimeno de Luna.
Considerat un home culte i de grans coneixements, fou l'artífex d'uns estatuts catedralicis i va erigir l'ardiaconat de Santa Engràcia al Priorat de Santas Masas. Amb els nous estats facultava els canonges i altres càrrecs inherents de la catedral per atorgar testament, fossin béns patrimonials com els adquirits a membres de l'Església. També feu altres disposicions, com l'obligació de dur capa negra des del dia de les Ànimes a Diumenge de Rams, fer sufragis durant nou dies amb motiu de mort d'algun canonge —costum que s'havia anat perdent—, entre d'altres. Va fer fer algunes reformes de càrrecs, com la supressió de la dignitat d'infermer, pròpia de laics, i va revertir les seves rendes a la canònica, també restablí les relacions entre els capítols catedralicis d'Osca i Jaca, que s'havia interromput a causa de diversos plets. Va assistir com a membre del braç eclesiàstic a les Corts de Saragossa de 1301, on va ser molt actiu, i el 1305 va assistir al Concili Provincial Tarraconense, on va sol·licitar que la localitat de Val de Onsella passés a la seva diòcesi enlloc de pertànyer a Pamplona. Al final del seu mandat, el 29 de març de 1313 va celebrar un sínode diocesà, que va aprovà noves constitucions. Va morir poc després.